# Wentworth Smith
Wentworth Smith (n. 1571, floreció entre 1601 y 1605), fue un dramaturgo inglés menor del teatro isabelino que puede ser el responsable de algunas de las obras incluidas entre los apócrifos de Shakespeare, aunque no se conserva casi ninguna obra conocida como suya.

## Biografía
Smith nació a principios de marzo de 1571 y fue bautizado en la iglesia de Santiago de Garlichythe. Se casó en 1594, y parece haber trabajado como escribano. Que se le conozca como escritor es sólo porque aparece en las notas de Philip Henslowe.
Entre abril de 1601 y marzo de 1603, Smith produjo quince obras para que las representaran las compañías de los hombres del lord almirante y los Worcester's Men en el teatro de Henslowe La Rosa, algunas en solitario pero la mayoría de ellas en colaboración con otros dramaturgos que también escribieron para Henslowe. Sólo una de las obras en las que él intervino ha sobrevivido.
La última noticia cierta de Smith es del 6 de junio de 1605, en la que con una tal Elizabeth Lewes fue testigo del testamento de su colaborador dramático William Haughton. Puede que siguiera escribiendo para Henslowe, pues Henslowe dejó de anotar los nombres de sus escritores después de 1603. Su primera mujer murió en 1602 y se volvió a casar en 1607, ignorándose cuándo murió.

## Obras
Además de las obras en que su intervención es segura, Smith puede haber sido responsable de todo o parte de tres obras del periodo publicadas con las iniciales "W. S." Serían: Locrine (1595), Thomas Lord Cromwell (1602) y The Puritan (1607). Se cree más probable que las iniciales representen un intento de los editores de sugerir y capitalizar una conexión con William Shakespeare, a quien de hecho se atribuyeron erróneamente con posterioridad.
Smith es más probable que sea el W. Smith cuya obra perdida The Freeman's Honour fue representada por los Hombres del Rey, probablemente antes de 1603 en su primera encarnación como los Hombres del Lord Chambelán, y cuya obra existente The Hector of Germany fue interpretada sobre 1613 en el Teatro Red Bull y The Curtain e impreso en 1615. Si se refieren al mismo autor, la carrera dramática de Smith se extendería a lo largo de diez años.
Smith a veces se confunde con un escritor que firmaba "W. Smith", autor de sonetos.